# Романов, Степан Михайлович
 Степа́н Миха́йлович Рома́нов (1876, Гори, Российская империя — после 1934) — российский революционер, публицист, один из лидеров и теоретиков (наряду с Николаем Дивногорским) движения анархистов-коммунистов (безначальцев). В анархистских кругах был преимущественно известен как «Бидбей».

## Биография
Происходил из дворян, родился в семье крупного помещика. Рос маленьким и тщедушным мальчиком, однако обладал взрывным характером и проницательным умом.
Окончив землемерное училище, переехал для продолжения образования в Санкт-Петербург. С 1895 года — студент столичного Горного института, активист студенческого движения. С 1897 года примыкал к активизировавшимся социал-демократам. 4 марта того же года подвергнут аресту за участие в демонстрации у Казанского собора. В 1898—1899 годах — непосредственный руководитель революционного движения студентов Горного и Лесного институтов. В 1899 году вновь арестован. Отбыв двухмесячное заключение в тюрьме «Кресты», в административном порядке выслан на двухлетний срок на родину.
В 1900 году в нелегальном статусе приехал на Донбасс, где занимался ведением социал-демократической пропаганды среди рабочих-шахтёров. Непосредственное знакомство с невежественным и малокультурным рабочим людом произвело на Романова неизгладимое впечатление и привело к разочарованию в народных массах, их способности изменить общественно-политический строй даже в условиях демократической государственности, а также способствовало обращению к анархистским теоретическим построениям бланкистского типа.
С 1901 года — вновь в столице, продолжил обучение в Горном институте, откуда вскоре был отчислен за распространение революционной пропаганды. Получив от директора высшего учебного заведения профессора Дмитрия Коновалова письмо с извещением об исключении, отослал документ обратно с резолюцией «Прочёл с удовольствием. Романов».
После отчисления из института эмигрировал и через Болгарию переправился во Францию. В Париже включился в деятельность российской радикальной эмиграции, занимался изучением истории и теории революционного движения. В 1903 году присоединился к кружку русских анархистов-коммунистов и порвал с марксизмом.
В период эмиграции активно участвовал в публицистической и издательской деятельности. В 1903—1904 годах пребывал в Женеве, занимался редактированием журнала «К оружию!», в 1904 году — в Париже, принимал участие в издании газеты «La Géorgie» (с фр. — «Грузия»), был одним из руководителей издательской группы «Анархия» (Париж — Женева).
В 1904 году издал две брошюры собственного сочинения — «О революции и о казарменных добродетелях господ Тупорыловых», в которой гневно критиковал социалистов (в особенности немецких), и «О Люцифере, великом духе возмущения, „несознательности“, анархии и безначалии», в которой восставал против добродетелей буржуазно-демократического общества, возвеличивал противников любой морали — дерзких и прямых представителей люмпен-пролетариата, а также предрекал апокалиптические картины скорого будущего: «Страшная ночь! Ужасные сцены… Это отнюдь не невинные проказы „революционеров“. Это Вальпургиева ночь революции, когда Люцифер призывает Спартака, Разина — и герои кровавых пиршеств слетаются на землю. И Люцифер поднимает восстание!»
Разочаровавшись в традиционном анархизме и пассивности анархистов в развернувшейся революции 1905—1907 годов, весной 1905 года провозгласил основополагающие принципы нового анархистского течения — «безначалия».

## Комментарии
1. ↑  Подобные комментарии часто оставлял император Николай II на представляемых ему бумагах.